# 泉一成
泉 一成（いずみ かずしげ、1951年〈昭和26年〉5月- ）は、日本の陸上自衛官。防衛大学校本科第18期卒業。1佐までの職種は普通科。第34代東部方面総監を務めた。

## 略歴
青森県出身
- 1974年（昭和49年）3月：陸上自衛隊入隊
- 1985年（昭和60年）：第5普通科連隊第4中隊長（3等陸佐）
- 1988年（昭和63年）7月：2等陸佐に昇任
- 1993年（平成05年）
  - 1月：1等陸佐に昇任
  - 8月：陸上幕僚監部付
- 1994年（平成06年）7月1日：陸上幕僚監部調査部調査第2課調査第2班長
- 1996年（平成08年）3月25日：中央資料隊付
- 1997年（平成09年）7月1日：第37普通科連隊長兼信太山駐屯地司令
- 1998年（平成10年）7月1日：陸上幕僚監部防衛部防衛課長
- 1999年（平成11年）
  - 7月9日：陸将補に昇任
  - 12月10日：東北方面総監部幕僚副長
- 2002年（平成14年）12月2日：西部方面総監部幕僚長兼健軍駐屯地司令
- 2003年（平成15年）7月1日：統合幕僚会議事務局第3幕僚室長
- 2005年（平成17年）7月28日：陸将に昇任、第8師団長に就任
- 2006年（平成18年）8月4日：第2代 統合幕僚副長
- 2007年（平成19年）7月3日：第34代 東部方面総監に就任
- 2008年（平成20年）12月：日米共同方面隊指揮所演習（YS-55）に日本側統裁官として参加
- 2009年（平成21年）
  - 7月21日：退官
  - 10月1日：トヨタ自動車に再就職（顧問）[1]
- 2015年（平成27年）12月：トヨタ自動車顧問を解任

## 情報漏洩問題
退官後の2013年5月に、ロシアの駐在武官、セルゲイ・コワリョフに対して、陸上自衛隊の普通科部隊の運用についての教範である「普通科運用」や、特殊作戦群や第一空挺団が駐屯する習志野駐屯地を紹介するパンフレット、及び生活家電を渡していたことが2015年に発覚した（ただし、教範等の受け渡しはすでにコワリョフを視察下に置いていた警察官に確認されていた）。この駐在武官はロシアの軍事情報機関であるロシア連邦軍参謀本部情報総局（GRU）所属と見られ、また、自衛隊を除隊した泉が富士学校長の渡部博幸（渡部は泉が方面総監当時の総監部防衛部長）を始めとした現職自衛官に教範調達を依頼していたことも明らかになっている。
これを受け、警視庁公安部外事一課は12月4日、泉と、泉に教範入手を依頼したコワリョフを自衛隊法（守秘義務）違反の教唆、泉の依頼を受けて教範を調達した渡部を含む現職及び元自衛官5名を同法違反の容疑で東京地方検察庁に書類送検した。公安部外事一課は、すでに帰国済みのコワリョフに対して外務省を通じて出頭を要請したが、ロシア側からは拒否された。
また、陸上幕僚長の岩田清文は、本件にかかわる一連の捜査の終結後に、関係者の処分を検討している旨を明らかにし、関係者が書類送検された12月4日に陸上幕僚監部内に陸上幕僚副長の山之上哲郎を本部長とした事件の事実関係の調査、再発防止策の検討を目的とした調査委員会を設置。同日、渡部の富士学校長兼富士駐屯地司令の任を解き、陸幕付とする事実上の更迭人事を発表した。
この件に関して防衛大臣の中谷元は、「国民の自衛隊に対する信頼に背き、我が国の防衛に対する内外の不信を招きかねない遺憾な事案。厳正に対処する」とコメントした。なお、泉の書類送検を受けたトヨタ自動車は同氏を顧問職から解任した。
12月18日、東京地検は、漏洩した文章は秘密であるとしたが「事案の重大性の程度など諸般の情状を考慮した」として、泉をはじめとした7名を起訴猶予とした。
防衛省は12月22日付で教範を泉に提供した渡部陸将と第12旅団司令部の男性1等陸尉、陸上自衛隊小平学校所属の女性3等陸佐の3名を戒告処分とし、渡部は同日付をもって辞職した。
ただし、部内資料の流出はこれ以前にも度々発生しており、2018年1月には陸上自衛隊向けの部内資料がネットオークションに大量出品されていることが報じられる。これを受けて、陸上自衛隊では部内向け教育資料の販売を停止した。

## 親族
- 父は東北大学医学部出身の軍医・泉將（終戦後は陸上自衛隊に入隊し陸上自衛隊衛生学校長等を歴任し陸将で退官）。
- 三人兄弟の長男で全員防衛大学校卒業の幹部自衛官、元海上自衛隊呉地方総監の泉三省は三男にあたる。